# San Antonio (Northern Samar)
San Antonio is een gemeente in de Filipijnse provincie Northern Samar op het eiland Dalupirit. Bij de laatste census in 2007 had de gemeente ruim 8 duizend inwoners.

## Geografie

### Bestuurlijke indeling
San Antonio is onderverdeeld in de volgende 10 barangays:
| - Burabod - Dalupirit - Manraya - Pilar - Rizal | - San Nicolas - Vinisitahan - Ward I - Ward II - Ward III |

## Demografie
San Antonio had bij de census van 2007 een inwoneraantal van 8.151 mensen. Dit zijn 236 mensen (3,0%) meer dan bij de vorige census van 2000. De gemiddelde jaarlijkse groei komt daarmee uit op 0,41%, hetgeen lager is dan het landelijk jaarlijks gemiddelde over deze periode (2,04%). Vergeleken met de census van 1995 is het aantal mensen met 167 (2,1%) toegenomen.

De bevolkingsdichtheid van San Antonio was ten tijde van de laatste census, met 8.151 inwoners op 27 km², 301,9 mensen per km².